# Ewa Chodakowska

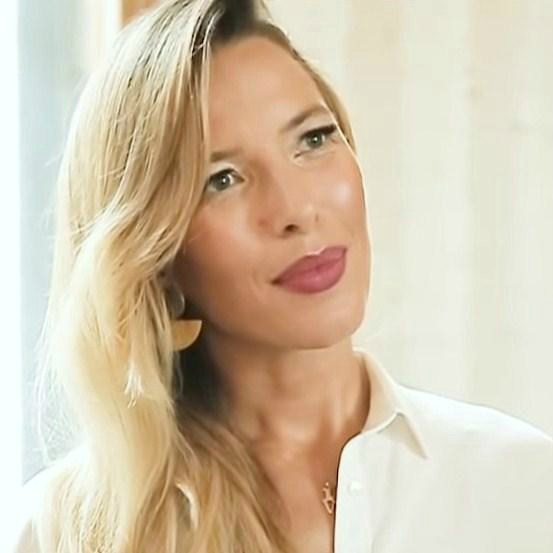
Ewa Chodakowska (2018)

Ewa Chodakowska-Kavoukis (* 24. Februar 1982 in Sanok) ist eine polnische Fitnesstrainerin und Personal Trainer.

## Leben
Chodakowska studierte in Griechenland Pilates und absolvierte ein Studium an der IAFA Akademie in Athen. In Polen trat sie im Frühstücksfernsehen des Senders TVN auf und zeigte ihr Fitnessprogramm. Sie veröffentlichte mehrere CDs und DVDs mit Trainingsprogrammen, die unter anderem als Beilagen der polnischen Ausgabe der Zeitschrift Shape erschienen. Sie ist Autorin von drei Büchern (übersetzt Ändern Sie Ihr Leben mit Ewa Chodakowska, Ihr Fitness-Tagebuch und Ein Erfolgsrezept Ewa Chodakowska).
Das polnische Nachrichtenmagazin Wprost führte Ewa Chodakowska 2013 in der Liste der 50 einflussreichsten Personen in Polen auf dem neunten Platz. Damit war sie die höchstplatzierte Frau in der Auflistung.

## Werke

### Bücher
- Rok z Ewa Chodakowska. K.E.Liber. Warschau 2013, ISBN 978-83-63534-00-4.
- Zmien swoje zycie z Ewa Chodakowska. K.E.Liber. Warschau 2013, ISBN 978-83-60215-99-9.
- Przepis na sukces Ewy Chodakowskiej. K.E.Liber. Warschau 2014, ISBN 978-83-63534-01-1 (mit DVD Trening na płaski brzuch).

### DVDs (Auswahl)
- Total fitness : Ewa Chodakowska & shape : szczupła sylwetka w 4 tygodnie. GM Records, Warschau 2013 (Beilage zu Shape 7/2013).
- Total fitness : Ewa Chodakowska & shape : body express. Marquard Media Polska, Warschau 2013 (Beilage zu Shape 10/2013).[3]
- Total fitness : Ewa Chodakowska & shape : model look : płaski brzuch, sexy plecy, smukłe ramiona, postawa modelki. Marquard Media Polska, Warschau 2014 (Beilage zu Shape 4/2014).
- Total fitness : Ewa Chodakowska & shape : super kardio : spalanie & modelowanie, sexy ciało na lato, szybszy metabolizm. Marquard Media Polska, Warschau 2014 (Beilage zu Shape 6/2014).
- Total fitness : Ewa Chodakowska & Shape : perfect body : ujędrnianie & wzmacnianie, zgrabne uda i pośladki, płaski brzuch. Marquard Media Polska, Warschau 2014 (Beilage zu Shape 9/2014).
- Total fitness : Ewa Chodakowska & Shape : power workout : superspalanie & modelowanie, uda, brzuch, pośladki. Marquard Media Polska, Warschau 2014 (Beilage zu Shape 12/2014).
- Pierwsza Autorska Płyta Ewy Chodakowskiej
- Skalpel Wyzwanie Płyta Ewy Chodakowskiej
- Turbo Wyzwanie pogromca tłuszczu płyta Ewy Chodakowskiej

### CDs
- Zmień swoje życie z Ewą Chodakowską. Sony Music Entertainment Polska, Warschau 2013.